# Friedrich Ruge
Friedrich Oskar Ruge (24 de diciembre de 1894 - 3 de julio de 1985) fue un oficial de la Kriegsmarine y destinatario de la Cruz de Caballero de la Cruz de Hierro de la Alemania nazi. Previamente había luchado con la Marina Imperial alemana en la Primera Guerra Mundial. Después de la Segunda Guerra Mundial se convirtió en el primer comandante (inspector de la Armada) de la Bundesmarine, la Armada alemana de posguerra.